# Flemming (adelsslægt)
 For alternative betydninger, se Flemming. (Se også artikler, som begynder med Flemming)
Flemming var en nu uddød dansk adelsslægt, hvis skjold var fem gange tværdelt af guld og rødt. I hvert af de røde felter var tre gyldne kugler, på hjelmen var der på samme måde delte vesselhorn, hvor der i hver rød del var en guldkugle. Hver vesselhorn var også prydet af tre tidselblomster.
I 1315 nævnes en Jakob Flemming. Peder Flemming levede i 1406, hans fire sønner blev riddere. Fra den ene af disse, Claus Flemming (død 1425) stammer den friherrelige svenske slægt Fleming ; en anden af sønnerne, Herman Flemming, der var hofmester hos Kong Erik af Pommern, havde tre sønner, hvoraf de to blev slået til riddere, den tredje blev far til den norske rigsråd, lensmand på Akershus, Bo Flemming, som levede 1491. Jacob Flemming til Bavelse døde i 1544 som slægtens sidste mand i Danmark.
Ridderne Herman og Nikolaus Jura, der levede i det 14. århundrede, havde et lignende våbenskjold.